# Españoles en el mundo
Españoles en el mundo es un programa de televisión de España producido por New Atlantis (Secuoya Studios), que se empezó a emitir los lunes y a partir de la segunda temporada cambió a los martes en La 1. Hay reposiciones de capítulos antiguos los domingos por la mañana. Este programa es de docu-reality como otros programas del mismo estilo que emiten algunas televisiones autonómicas de la FORTA.
A partir de 2010, Españoles en el mundo al igual que todos los programas emitidos en los canales de TVE, empezó a emitirse sin publicidad haciendo que el programa pasara de durar unos 45 minutos a cerca de una hora (55 minutos). También, desde el capítulo 63 se empezó a emitir en formato de pantalla panorámica (16:9).

## Temática
En el programa un reportero presenta a varios «españoles en el mundo» que viven en una misma ciudad, región o país que nos van sumergiendo en distintos aspectos culturales entre otros de la ciudad, región o país que se visita. Cada programa puede estar dedicado a una sola ciudad (Shanghái, Nueva Orleans, Toronto, Salzburgo, etc.) a un país (Dinamarca, Etiopía, Jordania, Guatemala, etc.) a una zona de un país (Alaska, Jalisco, Zona norte de Chile, Islas griegas, etc.) o a una zona de varios países (Patagonia).
El entorno principal donde se desarrolla el programa es un ambiente de vida cotidiana, al que se desplazan el reportero y el operador de cámara, intentando interferir lo menos posible para reproducir en un marco de desenvolvimiento próximo a los sujetos su vida cotidiana.

### Crítica
El programa ha recibido críticas por dar una imagen exageradamente positiva de los españoles que viven en el extranjero, lo cual ha impulsado a españoles a buscar trabajo en países como Noruega incluso sin tener estudios o sin conocer el idioma del lugar, algo que en muchos casos les dejaba en situaciones de indigencia.

### Contraparte
TVE también cuenta con Destino: España, una versión que es la opuesta de Españoles en el mundo. Este programa trata de extranjeros que viven en España. Por otra parte, también hubo un programa que presentaba a españoles viviendo en tierras hostiles: ¿Qué hago yo aquí?, del que solo se emitió una temporada en 2013.

## Reporteros

### Reporteros actuales
- Antonio Montero (2012-presente).
- Gorka Vallejo (2019-presente).
- Eva Rojas (2019-presente).
- Laura San Marti (2020- presente)

### Reporteros antiguos
- Adela Úcar (2009-2010).
- Lucía Mbomío (2009-2012).
- Belén Rodríguez (2009-2014).
- Tirma Pérez (2009-2015).
- Luis Calero (2009-2018).
- Tania Garralda (2012-2014).
- María Pérez (2012-2015; 2017-2018).
- Estefania Masó (¿?).
- Casilda Aguilera (2019-2020).
- Arantzazu Fuertes (2018-2020).

## Listado de programas

### Temporada 1
| Programa | Destino           | Día de emisión | Audiencia         |
| -------- | ----------------- | -------------- | ----------------- |
| 1x01     | Turquía           | 23/2/2009      | 1 883 000 (14,6%) |
| 1x02     | Shanghái          | 2/3/2009       | 1 302 000 (12,5%) |
| 1x03     | Sahara            | 9/3/2009       | 1 621 000 (14,2%) |
| 1x04     | Haití             | 16/3/2009      | 1 290 000 (12,4%) |
| 1x05     | Nueva Orleans     | 23/3/2009      | 1 018 000 (9,1%)  |
| 1x06     | Nueva Zelanda     | 6/4/2009       | 1 207 000 (13,4%) |
| 1x07     | Cabo Verde        | 13/4/2009      | 1 054 000 (11,2%) |
| 1x08     | Lituania          | 20/4/2009      | 1 260 000 (11,1%) |
| 1x09     | Toronto           | 27/4/2009      | 1 200 000 (12,4%) |
| 1x10     | Kioto             | 4/5/2009       | 1 395 000 (12,6%) |
| 1x11     | Guinea Ecuatorial | 11/5/2009      | 1 526 000 (13,5%) |
| 1x12     | Perú              | 18/5/2009      | 881 000 (11,7%)   |
| 1x13     | Serbia            | 25/5/2009      | 1 299 000 (10,0%) |
| 1x14     | Panamá            | 8/6/2009       | 1 092 000 (10,7%) |
| 1x15     | Dinamarca         | 22/6/2009      | 1 361 000 (12,3%) |
| 1x16     | Tanzania          | 29/6/2009      | 1 400 000 (13,6%) |
| 1x17     | Islandia          | 21/7/2009      | 2 527 000 (17,2%) |
| 1x18     | Vietnam           | 28/7/2009      | 2 178 000 (16,0%) |
| 1x19     | San Petersburgo   | 4/8/2009       | 2 474 000 (20,0%) |
| 1x20     | Lisboa            | 11/8/2009      | 2 369 000 (18,9%) |
| 1x21     | Chipre            | 18/8/2009      | 1 384 000 (12,0%) |
| 1x22     | Ámsterdam         | 25/8/2009      | 1 656 000 (13,3%) |
| 1x23     | París             | 1/9/2009       | 3 414 000 (21,7%) |
| 1x24     | Alaska            | 8/9/2009       | 3 241 000 (20,0%) |
| 1x25     | Salzburgo         | 15/9/2009      | 2 426 000 (16,0%) |
| 1x26     | Seúl              | 22/9/2009      | 3 082 000 (16,6%) |

### Temporada 2
| Programa | Destino            | Día de emisión | Audiencia         |
| -------- | ------------------ | -------------- | ----------------- |
| 2x01     | Montreal           | 29/9/2009      | 2 041 000 (12,7%) |
| 2x02     | Edimburgo          | 6/10/2009      | 2 990 000 (15,7%) |
| 2x03     | Atenas             | 13/10/2009     | 2 976 000 (15,1%) |
| 2x04     | Estocolmo          | 20/10/2009     | 2 213 000 (13,2%) |
| 2x05     | Etiopía            | 27/10/2009     | 2 214 000 (12,8%) |
| 2x06     | Jordania           | 10/11/2009     | 3 452 000 (16,8%) |
| 2x07     | Bali               | 17/11/2009     | 2 641 000 (13,1%) |
| 2x08     | Namibia            | 24/11/2009     | 2 213 000 (12,7%) |
| 2x09     | Polinesia Francesa | 1/12/2009      | 2 940 000 (14,8%) |
| 2x10     | Patagonia          | 8/12/2009      | 2 423 000 (14,3%) |
| 2x11     | Nueva York         | 15/12/2009     | 3 665 000 (18,3%) |

### Temporada 3
| Programa | Destino           | Día de emisión | Audiencia         |
| -------- | ----------------- | -------------- | ----------------- |
| 3x01     | Guatemala         | 19/1/2010      | 4 164 000 (20,2%) |
| 3x02     | Jalisco           | 26/1/2010      | 2 990 000 (15,7%) |
| 3x03     | Islas Caimán      | 2/2/2010       | 3 840 000 (18,8%) |
| 3x04     | San Francisco     | 16/2/2010      | 2 854 000 (15,4%) |
| 3x05     | Bangkok           | 23/2/2010      | 2 773 000 (14,8%) |
| 3x06     | Salvador de Bahía | 9/3/2010       | 2 551 000 (13,1%) |
| 3x07     | Bogotá            | 16/3/2010      | 2 564 000 (13,5%) |
| 3x08     | Sidney            | 23/3/2010      | 3 618 000 (18,1%) |
| 3x09     | Libia             | 30/3/2010      | 2 102 000 (11,6%) |
| 3x10     | Trinidad y Tobago | 6/4/2010       | 3 018 000 (15,8%) |
| 3x11     | Uganda            | 13/4/2010      | 2 830 000 (14,1%) |
| 3x12     | Nepal             | 20/4/2010      | 2 823 000 (14,9%) |
| 3x13     | Buenos Aires      | 27/4/2010      | 2 593 000 (13,8%) |
| 3x14     | Puerto Rico       | 4/5/2010       | 3 040 000 (15,2%) |
| 3x15     | Houston           | 11/5/2010      | 3 509 000 (17,0%) |
| 3x16     | Bombay            | 18/5/2010      | 3 050 000 (15,8%) |
| 3x17     | Laponia           | 25/5/2010      | 3 485 000 (17,9%) |
| 3x18     | Tokio             | 1/6/2010       | 3 502 000 (18,2%) |
| 3x19     | Durban            | 15/6/2010      | 3 170 000 (16,1%) |
| 3x20     | El Cairo          | 22/6/2010      | 3 594 000 (19,4%) |
| 3x21     | Turín             | 29/6/2010      | 1 507 000 (8,0%)  |

### Temporada 4
| Programa | Destino           | Día de emisión | Audiencia         |
| -------- | ----------------- | -------------- | ----------------- |
| 4x01     | Praga             | 19/01/2010     | 1 751 000 (10,2%) |
| 4x02     | Moscú             | 21/09/2010     | 2 808 000 (14,5%) |
| 4x03     | Berlín            | 28/09/2010     | 1 778 000 (9,9%)  |
| 4x04     | Singapur          | 05/10/2010     | 3 013 000 (15,0%) |
| 4x05     | Madagascar        | 12/10/2010     | 2 274 000 (12,6%) |
| 4x06     | Dublín            | 19/10/2010     | 2 004 000 (11,4%) |
| 4x07     | Groenlandia       | 26/10/2010     | 2 769 000 (13,5%) |
| 4x08     | Suiza             | 02/11/2010     | 2 258 000 (13,0%) |
| 4x09     | Las Vegas         | 09/11/2010     | 2 991 000 (14,5%) |
| 4x10     | Londres           | 16/11/2010     | 2 970 000 (14,7%) |
| 4x11     | Bélgica           | 23/11/2010     | 2 105 000 (11,7%) |
| 4x12     | Budapest          | 30/11/2010     | 3 293 000 (16,1%) |
| 4x13     | Jerusalén         | 07/12/2010     | 1 866 000 (10,3%) |
| 4x14     | Puerto Rico II    | 04/05/2010     | 3 040 000 (15,2%) |
| 4x15     | Seattle           | 14/12/2010     | 3 120 000 (15,3%) |
| 4x16     | Oporto            | 21/12/2010     | 2 685 000 (13,4%) |
| 4x17     | Jamaica           | 04/01/2011     | 3 276 000 (17,6%) |
| 4x18     | Oslo              | 11/01/2011     | 3 020 000 (14,4%) |
| 4x19     | Siria             | 18/01/2011     | 3 427 000 (16,6%) |
| 4x20     | Múnich            | 25/01/2011     | 3 144 000 (15,0%) |
| 4x21     | Santiago de Chile | 01/02/2011     | 3 035 000 (14,4%) |
| 4x22     | Croacia           | 08/02/2011     | 2 992 000 (14,5%) |
| 4x23     | Marrakech         | 15/02/2011     | 2 601 000 (13,3%) |
| 4x24     | Guayaquil         | 22/02/2011     | 3 147 000 (16,3%) |
| 4x25     | Los Ángeles       | 01/03/2011     | 3 197 000 (15,3%) |
| 4x26     | Pekín             | 08/03/2011     | 2 723 000 (14,4%) |
| 4x27     | La Habana         | 15/03/2011     | 2 731 000 (13,0%) |
| 4x28     | Costa Rica        | 22/03/2011     | 3 054 000 (14,8%) |
| 4x29     | Filipinas         | 29/03/2011     | 2 701 000 (12,8%) |
| 4x30     | Miami             | 05/04/2011     | 3 044 000 (16,0%) |
| 4x31     | Colorado          | 12/04/2011     | 2 434 000 (12,9%) |
| 4x32     | Melbourne         | 19/04/2011     | 2 988 000 (16,5%) |
| 4x33     | Ghana             | 26/04/2011     | 2 428 000 (12,6%) |
| 4x34     | Uruguay           | 03/05/2011     | 1 570 000 (11,0%) |
| 4x35     | Sicilia           | 10/05/2011     | 2 465 000 (12,5%) |
| 4x36     | Islas Mauricio    | 17/05/2011     | 2 927 000 (14,6%) |
| 4x37     | Dubái             | 24/05/2011     | 3 545 000 (18,3%) |
| 4x38     | Malta             | 31/05/2011     | 2 993 000 (15,1%) |
| 4x39     | Kenia             | 14/06/2011     | 2 824 000 (14,9%) |
| 4x40     | Chiang Mai        | 21/06/2011     | 2 658 000 (14,9%) |
| 4x41     | Yucatán           | 28/06/2011     | 2 495 000 (14,7%) |
| 4x42     | Camerún           | 12/07/2011     | 2 364 000 (14,8%) |

### Temporada 5
| Programa | Destino               | Día de emisión | Audiencia         |
| -------- | --------------------- | -------------- | ----------------- |
| 5x01     | Sao Paulo             | 13/09/2011     | 1 515 000 (9,4%)  |
| 5x02     | Fiordos noruegos      | 20/09/2011     | 2 788 000 (14,8%) |
| 5x03     | Tirol                 | 27/09/2011     | 1 753 000 (10,1%) |
| 5x04     | República Dominicana  | 04/10/2011     | 2 918 000 (14,8%) |
| 5x05     | Viena                 | 11/10/2011     | 1 900 000 (10,4%) |
| 5x06     | Cracovia              | 18/10/2011     | 1 486 000 (8,3%)  |
| 5x07     | Camboya               | 25/10/2011     | 2 641 000 (12,8%) |
| 5x08     | Transilvania          | 01/11/2011     | 1 670 000 (9,2%)  |
| 5x09     | Provenza              | 08/11/2011     | 2 537 000 (12,5%) |
| 5x10     | Ciudad del Cabo       | 29/11/2011     | 2 321 000 (11,2%) |
| 5x11     | Ucrania               | 06/12/2011     | 1 304 000 (7,2%)  |
| 5x12     | Boston                | 13/12/2011     | 2 487 000 (12,1%) |
| 5x13     | Islas griegas         | 20/12/2011     | 2 493 000 (12,1%) |
| 5x14     | Manaus                | 03/01/2012     | 2 385 000 (11,5%) |
| 5x15     | Cartagena de Indias   | 10/01/2012     | 2 535 000 (12,4%) |
| 5x16     | Liverpool             | 17/01/2012     | 2 320 000 (11,1%) |
| 5x17     | Senegal               | 24/01/2012     | 2 305 000 (10,8%) |
| 5x18     | Venecia               | 31/01/2012     | 2 365 000 (11,1%) |
| 5x19     | Hong Kong             | 07/02/2012     | 2 903 000 (13,8%) |
| 5x20     | Paraguay              | 14/02/2012     | 1 996 000 (10,2%) |
| 5x21     | Hawái                 | 21/02/2012     | 3 091 000 (14,9%) |
| 5x22     | Catar                 | 28/02/2011     | 2 651 000 (12,9%) |
| 5x23     | Guayana Francesa      | 20/03/2012     | 2 568 000 (12,5%) |
| 5x24     | Madeira               | 27/03/2012     | 2 601 000 (13,3%) |
| 5x25     | Québec                | 10/04/2012     | 2 284 000 (11,2%) |
| 5x26     | Nápoles               | 24/04/2012     | 1 486 000 (9,2%)  |
| 5x27     | Mozambique            | 01/05/2012     | 2 162 000 (10,7%) |
| 5x28     | Filadelfia            | 08/05/2012     | 2 382 000 (11,8%) |
| 5x29     | Rio de Janeiro        | 15/05/2012     | 2 524 000 (12,9%) |
| 5x30     | Nicaragua             | 22/05/2012     | 2 258 000 (11,1%) |
| 5x31     | Ginebra               | 29/05/2011     | 2 193 000 (10,9%) |
| 5x32     | Zimbawe               | 05/06/2012     | 2 123 000 (10,9%) |
| 5x33     | Roma                  | 12/06/2012     | 2 568 000 (12,9%) |
| 5x34     | Sri Lanka             | 19/06/2012     | 2 236 000 (11,4%) |
| 5x35     | Túnez                 | 26/06/2012     | 2 037 000 (11,2%) |
| 5x36     | Santo Tomé y Príncipe | 03/07/2012     | 2 041 000 (12,3%) |
| 5x37     | Medellín              | 17/07/2012     | 1 568 000 (10,0%) |
| 5x38     | Finlandia             | 31/07/2012     | 1 669 000 (11,1%) |
| 5x39     | Kuala Lumpur          | 14/08/2012     | 1 339 000 (11,7%) |
| 5x40     | Costa Azul            | 14/08/2012     | 1 290 000 (11,6%) |
| 5x41     | Chicago               | 28/08/2012     | 969 000 (8,8%)    |

### Temporada 6
| Programa | Destino                 | Día de emisión | Audiencia         |
| -------- | ----------------------- | -------------- | ----------------- |
| 6x01     | Goa                     | 04/09/2012     | 1 969 000 (11,4%) |
| 6x02     | Isla de Java            | 11/09/2012     | 1 813 000 (9,9%)  |
| 6x03     | Bretaña francesa        | 18/09/2012     | 1 478 000 (8,6%)  |
| 6x04     | Taiwán                  | 25/09/2012     | 2 072 000 (10,7%) |
| 6x05     | Gotemburgo              | 09/10/2012     | 2 350 000 (12,2%) |
| 6x06     | Selva Negra             | 16/10/2012     | 2 877 000 (15,7%) |
| 6x07     | Calgary                 | 23/10/2012     | 2 116 000 (10,7%) |
| 6x08     | Dallas                  | 30/10/2012     | 1 893 000 (9,4%)  |
| 6x09     | Norte de Chile          | 06/11/2012     | 2 158 000 (10,6%) |
| 6x10     | Caribe Holandés         | 13/11/2012     | 2 080 000 (10,1%) |
| 6x11     | Congo                   | 20/11/2012     | 1 875 000 (9,7%)  |
| 6x12     | Ciudad de México        | 27/11/2012     | 1 667 000 (8,0%)  |
| 6x13     | Florencia               | 04/12/2012     | 1 646 000 (8,3%)  |
| 6x14     | Kazajistán              | 11/12/2012     | 2 034 000 (10,1%) |
| 6x15     | Florida                 | 18/12/2012     | 1 929 000 (9,7%)  |
| 6x16     | Navidad en Nueva York   | 25/12/2012     | 1 456 000 (8,6%)  |
| 6x17     | Islas Reunión           | 09/01/2013     | 2 365 000 (11,1%) |
| 6x18     | Gambia                  | 16/01/2013     | 1 205 000 (7,8%)  |
| 6x19     | Mendoza y Córdoba       | 23/01/2013     | 1 310 000 (8,4%)  |
| 6x20     | Casablanca, Fez y Rabat | 30/01/2013     | 1 555 000 (10,2%) |
| 6x21     | Ottawa                  | 06/02/2013     | 1 767 000 (11,8%) |
| 6x22     | San Diego               | 13/02/2013     | 1 475 000 (9,3%)  |
| 6x23     | Utah                    | 20/02/2013     | 1 478 000 (10,4%) |
| 6x24     | Róterdam                | 27/02/2013     | 1 727 000 (10,8%) |
| 6x25     | Lyon                    | 06/03/2013     | 1 611 000 (10,5%) |
| 6x26     | Hanoi                   | 13/03/2013     | 1 597 000 (11,5%) |
| 6x27     | Recife                  | 20/03/2013     | 1 275 000 (8,9%)  |
| 6x28     | Omán                    | 03/04/2013     | 1 241 000 (7,5%)  |
| 6x29     | Honduras                | 10/04/2013     | 834 000 (8,4%)    |
| 6x30     | Perth                   | 17/04/2013     | 780 000 (6,8%)    |
| 6x31     | Nuevo México            | 24/04/2013     | 949 000 (6,3%)    |
| 6x32     | Milán                   | 01/05/2013     | 1 314 000 (8,4%)  |
| 6x33     | Belfast                 | 08/05/2013     | 1 232 000 (7,9%)  |
| 6x34     | Malmö                   | 15/05/2013     | 1 324 000 (8,1%)  |
| 6x35     | Nueva Delhi             | 22/05/2013     | 1 354 000 (9,5%)  |
| 6x36     | Islas Maldivas          | 29/05/2013     | 1 318 000 (8,2%)  |
| 6x37     | Washington D.C.         | 05/06/2013     | 1 316 000 (8,8%)  |
| 6x38     | Iquitos                 | 12/06/2013     | 1 458 000 (9,9%)  |
| 6x39     | Varsovia                | 26/06/2013     | 1 333 000 (8,9%)  |
| 6x40     | Esmirna                 | 03/07/2013     | 1 301 000 (8,6%)  |
| 6x41     | Gabón                   | 03/07/2013     | 1 362 000 (10,0%) |

### Temporada 7
| Programa | Destino      | Día de emisión | Audiencia         |
| -------- | ------------ | -------------- | ----------------- |
| 7x01     | Vancouver    | 25/11/2013     | 916 000 (6,2%)    |
| 7x02     | Eslovenia    | 09/12/2013     | 982 000 (8,9%)    |
| 7x03     | Colonia      | 16/12/2013     | 595 000 (5,3%)    |
| 7x04     | Zambia       | 23/12/2013     | 744 000 (7,6%)    |
| 7x05     | Porto Alegre | 30/12/2013     | 1 112 000 (10,0%) |
| 7x06     | Cambridge    | 06/01/2014     | 1 129 000 (11,0%) |
| 7x07     | Macao        | 15/01/2014     | 1 791 000 (11,8%) |
| 7x08     | Atlanta      | 22/01/2014     | 502 000 (6,3%)    |
| 7x09     | Uzbekistán   | 29/01/2014     | 1 583 000 (10,3%) |
| 7x10     | Myanmar      | 05/02/2014     | 1 424 000 (9,4%)  |
| 7x11     | Riga         | 12/02/2014     | 1 398 000 (9,6%)  |
| 7x12     | Bahamas      | 19/02/2014     | 1 462 000 (10,0%) |
| 7x13     | Veracruz     | 26/02/2014     | 1 483 000 (9,5%)  |

### Temporada 8
| Programa | Destino          | Día de emisión | Audiencia        |
| -------- | ---------------- | -------------- | ---------------- |
| 8x01     | Rosario          | 19/05/2014     | 441 000 (4,2%)   |
| 8x02     | Puntarenas       | 26/05/2014     | 590 000 (5,9%)   |
| 8x03     | Gales            | 02/06/2014     | 423 000 (5,2%)   |
| 8x04     | Quito            | 09/06/2014     | 726 000 (8,6%)   |
| 8x05     | Islas Seychelles | 16/06/2014     | 1 000 000 (7,6%) |
| 8x06     | Islas Bisayas    | 23/06/2014     | 791 000 (7,5%)   |
| 8x07     | Hamburgo         | 30/06/2014     | 1 181 000 (9,3%) |
| 8x08     | Osaka            | 07/07/2014     | 921 000 (8,8%)   |
| 8x09     | Cerdeña          | 14/07/2014     | 956 000 (7,9%)   |
| 8x10     | Missouri         | 21/07/2014     | 743 000 (9,5%)   |

### Temporada 9
| Programa | Destino       | Día de emisión | Audiencia         |
| -------- | ------------- | -------------- | ----------------- |
| 9x01     | Míchigan      | 06/01/2015     | 1 034 000 (10,1%) |
| 9x02     | Johannesburgo | 13/01/2015     | 664 000 (8,6%)    |
| 9x03     | Manchester    | 20/01/2015     | 528 000 (7,5%)    |
| 9x04     | Hollywood     | 27/01/2015     | 642 000 (8,0%)    |
| 9x05     | Martinica     | 03/02/2015     | 772 000 (10,8%)   |
| 9x06     | Chiapas       | 10/02/2015     | 334 000 (3,8%)    |
| 9x07     | Manhattan     | 17/02/2015     | 435 000 (5,1%)    |
| 9x08     | Cuzco         | 24/02/2015     | 432 000 (5,4%)    |
| 9x09     | Brisbane      | 03/03/2015     | 661 000 (7,0%)    |
| 9x10     | Madrás        | 10/03/2015     | 270 000 (4,3%)    |
| 9x11     | Frankfurt     | 17/03/2015     | 238 000 (5,2%)    |
| 9x12     | Kuwait        | 24/03/2015     | 1 020 000 (7,9%)  |
| 9x13     | Japón ibérico | 31/03/2015     | 1 006 000 (9,7%)  |

### Temporada 10
| Programa | Destino          | Día de emisión | Audiencia         |
| -------- | ---------------- | -------------- | ----------------- |
| 10x01    | Nueva Caledonia  | 13/07/2017     | 853 000 (6,0%)    |
| 10x02    | Düsseldorf       | 20/07/2017     | 987 000 (6,8%)    |
| 10x03    | Tokio II         | 27/07/2017     | 1 358 000 (9,8%)  |
| 10x04    | Costa de Marfil  | 03/08/2017     | 1 231 000 (10,5%) |
| 10x05    | Túnez II         | 10/08/2017     | 1 473 000 (11,7%) |
| 10x06    | Cali             | 24/08/2017     | 1 239 000 (10,0%) |
| 10x07    | Bangalore        | 07/09/2017     | 956 000 (9,5%)    |
| 10x08    | Oxford           | 14/09/2017     | 847 000 (9,2%)    |
| 10x09    | Tennessee        | 21/09/2017     | 777 000 (8,5%)    |
| 10x10    | Botsuana         | 28/09/2017     | 774 000 (8,4%)    |
| 10x11    | Estambul II      | 05/10/2017     | 821 000 (8,9%)    |
| 10x12    | Monterrey        | 12/10/2017     | 505 000 (7,1%)    |
| 10x13    | Tallin           | 19/10/2017     | 820 000 (8,9%)    |
| 10x14    | La Puglia        | 26/10/2017     | 269 000 (4,8%)    |
| 10x15    | Maine            | 02/11/2017     | 738 000 (8,5%)    |
| 10x16    | Bolivia          | 09/11/2017     | 768 000 (7,0%)    |
| 10x17    | Oregón           | 16/11/2017     | 577 000 (7,1%)    |
| 10x18    | Costa irlandesa  | 23/11/2017     | 771 000 (8,6%)    |
| 10x19    | Darwin           | 30/11/2017     | 838 000 (9,3%)    |
| 10x20    | Islas Azores     | 07/12/2017     | 747 000 (9,1%)    |
| 10x21    | Zanzíbar         | 14/12/2017     | 812 000 (9,4%)    |
| 10x22    | Nueva Zelanda II | 11/01/2018     | 584 000 (8,7%)    |
| 10x23    | Chengdú          | 18/01/2018     | 396 000 (6,6%)    |
| 10x24    | Baja California  | 23/01/2018     | 810 000 (8,6%)    |
| 10x25    | Líbano           | 30/01/2017     | 807 000 (8,7%)    |
| 10x26    | Tailandia        | 06/02/2017     | 625 000 (8,4%)    |

### Temporada 11
| Programa | Destino                            | Día de emisión | Audiencia       |
| -------- | ---------------------------------- | -------------- | --------------- |
| 11x01    | Berlín II y Postdam                | 05/04/2018     | 588 000 (5,1%)  |
| 11x02    | Luisiana                           | 12/04/2018     | 462 000 (4,6%)  |
| 11x03    | Florianópolis                      | 19/04/2018     | 393 000 (4,2%)  |
| 11x04    | El Gran Buenos Aires               | 26/04/2018     | 513 000 (5,4%)  |
| 11x05    | Hawái                              | 03/05/2018     | 536 000 (5,1%)  |
| 11x06    | París bohemio                      | 10/05/2018     | 585 000 (5,7%)  |
| 11x07    | Corea del Sur                      | 17/05/2018     | 635 000 (5,9%)  |
| 11x08    | Grecia continental                 | 24/05/2018     | 576 000 (5,3%)  |
| 11x09    | Etiopía                            | 31/05/2018     | 374 000 (3,8%)  |
| 11x10    | Cuba                               | 07/06/2018     | 646 000 (6,0%)  |
| 11x11    | Ohio                               | 14/06/2018     | 206 000 (4,7%)  |
| 11x12    | Azerbaiyán                         | 21/06/2018     | 426 000 (11,0%) |
| 11x13    | Islandia II, hielo y fuego         | 28/06/2018     | 557 000 (8,7%)  |
| 11x14    | Caribe colombiano                  | 16/07/2018     | 509 000 (6,6%)  |
| 11x15    | Bermudas                           | 23/07/2018     | 723 000 (9,2%)  |
| 11x16    | Vietnam II, de norte a sur         | 01/08/2018     | 388 000 (5,9%)  |
| 11x17    | Holanda                            | 08/08/2018     | 465 000 (7,1%)  |
| 11x18    | Sudáfrica                          | 15/08/2018     | 354 000 (5,5%)  |
| 11x19    | Highlands de Escocia               | 22/08/2018     | 384 000 (5,8%)  |
| 11x20    | Toscana                            | 28/08/2018     | 829 000 (9,5%)  |
| 11x21    | Costa Rica II                      | 04/09/2018     | 812 000 (9,4%)  |
| 11x22    | San Petersburgo II, noches blancas | 11/09/2018     | 786 000 (9,4%)  |
| 11x23    | Normandía                          | 18/09/2018     | 513 000 (5,8%)  |

### Temporada 12
| Programa | Destino                       | Día de emisión | Audiencia      |
| -------- | ----------------------------- | -------------- | -------------- |
| 12x01    | Tohoku                        | 25/04/2019     | 293 000 (4,9%) |
| 12x02    | Distrito de Lisboa            | 01/05/2019     | 308 000 (4,4%) |
| 12x03    | Namibia II, desierto y sabana | 08/05/2019     | 291 000 (5,3%) |
| 12x04    | Tánger, Tetuán y Chauen       | 15/05/2019     | 321 000 (5,2%) |
| 12x05    | Bali II y Lombok              | 22/05/2019     | 390 000 (4,8%) |
| 12x06    | Suzhou y Hangzhou             | 29/05/2019     | 313 000 (5,2%) |
| 12x07    | Montañas Rocosas              | 06/06/2019     | 498 000 (7,1%) |
| 12x08    | Isla Sur                      | 12/06/2019     | 494 000 (7,4%) |
| 12x09    | Washington D.C. II            | 19/06/2019     | 234 000 (4,3%) |
| 12x10    | Gdansk, Sopot y Gdynia        | 25/06/2019     | 491 000 (6,7%) |
| 12x11    | Dinamarca II                  | 04/07/2019     | 240 000 (7,6%) |
| 12x12    | Panamá II, entre dos océanos  | 10/07/2019     | 392 000 (9,8%) |
| 12x13    | Moscú II y el anillo de oro   | 17/07/2019     | 217 000 (7,4%) |
| 12x14    | Chile II, la ruta austral     | 24/07/2019     | 250 000 (8,4%) |
| 12x15    | Córcega                       | 31/04/2019     | 260 000 (8,0%) |
| 12x16    | Viena II y Salzburgo          | 07/08/2019     | 188 000 (6,1%) |

### Temporada 13
| Programa | Destino                          | Día de emisión | Audiencia        |
| -------- | -------------------------------- | -------------- | ---------------- |
| 13x01    | Jordania II, cuna de culturas    | 05/05/2020     | 704 000 (5,7%)   |
| 13x02    | Núremberg                        | 12/05/2020     | 672 000 (5,1%)   |
| 13x03    | Terranova y Nueva Escocia        | 19/05/2020     | 653 000 (5,2%)   |
| 13x04    | Guinea Ecuatorial                | 26/05/2020     | 887 000 (6,2%)   |
| 13x05    | País Vasco francés               | 02/06/2020     | 971 000 (6,9%)   |
| 13x06    | Puerto Rico III, la isla Borícua | 09/06/2020     | 953 000 (7,1%)   |
| 13x07    | Rayastán                         | 16/06/2020     | 921 000 (6,7%)   |
| 13x08    | Sofía                            | 23/06/2020     | 826 000 (6,9%)   |
| 13x09    | Guatemala y Belice               | 30/06/2020     | 1 071 000 (8,0%) |
| 13x10    | Moravia                          | 07/07/2020     | 576 000 (7,5%)   |
| 13x11    | Ecuador, Costa Pacífico          | 13/07/2020     | 1 189 000 (9,3%) |
| 13x12    | Capadocia y Pamukkale            | 17/07/2020     | 1 108 000 (9,8%) |
| 13x13    | Venecia III y Trieste            | 24/07/2020     | 840 000 (7,5%)   |

### Temporada 14
| Programa | Destino               | Día de emisión | Audiencia      |
| -------- | --------------------- | -------------- | -------------- |
| 14x01    | Maldivas              | 07/04/2021     | 683 000 (5,0%) |
| 14x02    | Roma eterna           | 14/04/2021     | 575 000 (4,2%) |
| 14x03    | Suecia costa oeste    | 28/04/2021     | 574 000 (4,3%) |
| 14x04    | Kenia Karibú          | 05/05/2021     | 635 000 (4,8%) |
| 14x05    | Bosnia y Herzegovina  | 12/05/2021     | 637 000 (4,7%) |
| 14x06    | Occitania francesa    | 19/05/2021     | 663 000 (5,2%) |
| 14x07    | Ciudad de México      | 26/05/2021     | 574 000 (4,3%) |
| 14x08    | Islas Feroe           | 02/06/2021     | 571 000 (5,5%) |
| 14x09    | Malta, Gozo y Comino  | 09/06/2021     | 483 000 (4,1%) |
| 14x10    | Madeira y Porto Santo | 16/06/2021     | 264 000 (3,1%) |
| 14x11    | Ghana y Akwaaba       | 23/06/2021     | 356 000 (4,6%) |
| 14x12    | Turquía, Mar Egeo     | 30/06/2021     | 458 000 (4,6%) |
| 14x13    | Belgrado              | 07/07/2021     | 286 000 (4,0%) |

### Temporada 15
| Programa | Destino                                  | Día de emisión | Audiencia      |
| -------- | ---------------------------------------- | -------------- | -------------- |
| 15x01    | Egipto                                   | 23/09/2021     | 308 000 (4,5%) |
| 15x02    | Islas de Tahití                          | 30/09/2021     | 271 000 (4,8%) |
| 15x03    | Israel                                   | 07/10/2021     | 294 000 (6,4%) |
| 15x04    | República Dominicana, Atlántico y Caribe | 14/10/2021     | 295 000 (5,3%) |
| 15x05    | Archipiélago de Cabo Verde               | 28/10/2021     | 430 000 (5,3%) |
| 15x06    | La Ruta 66: Texas y Nuevo México         | 04/11/2021     | 377 000 (4,4%) |
| 15x07    | Fortaleza                                | 11/11/2021     | 484 000 (5,7%) |
| 15x08    | Albania                                  | 18/11/2021     | 539 000 (6,2%) |
| 15x09    | Valle del Loira                          | 25/11/2021     | 419 000 (4,7%) |
| 15x10    | Rumanía                                  | 02/12/2021     | 499 000 (5,5%) |
| 15x11    | Alpes suizos                             | 09/12/2021     | 460 000 (5,1%) |
| 15x12    | Hungría                                  | 16/12/2021     | 410 000 (4,9%) |
| 15x13    | Harbin y Pekin                           | 23/12/2021     | 328 000 (3,4%) |
| 15x14    | Londres post Brexit                      | 17/12/2022     | 214 000 (6,2%) |
| 15x15    | La costa Dálmata                         | 24/12/2022     | 246 000 (7,7%) |

### Temporada 16
| Programa | Destino                         | Día de emisión | Audiencia       |
| -------- | ------------------------------- | -------------- | --------------- |
| 16x01    | Santo Tomé y Príncipe           | 26/06/2023     | 557 000 (7,0%)  |
| 16x02    | Costa Rica, pura vida           | 03/07/2023     | 364 000 (4,9%)  |
| 16x03    | Senegal, la puerta de África    | 10/07/2023     | 303 000 (5,8%)  |
| 16x04    | Archipiélago de Cabo Verde      | 26/07/2023     | 450 000 (6,4%)  |
| 16x05    | Alabama                         | 02/09/2023     | 246 000 (6,2%)  |
| 16x06    | Nápoles, sabor español          | 09/09/2023     | 337 000 (10,1%) |
| 16x07    | Oporto, la costa norte          | 16/09/2023     | 231 000 (7,1%)  |
| 16x08    | Paraguay, un país por descubrir | 23/09/2023     | 194 000 (5,8%)  |
| 16x09    | Georgia                         | 30/09/2023     | 219 000 (7,3%)  |
| 16x10    | Idaho                           | 14/10/2023     |                 |
| 16x11    | Liechtenstein                   | 11/11/2023     | 282 000 (9,0%)  |
| 16x12    | Moldavia                        | 09/12/2023     |                 |

## Episodios y audiencias
| Temporada | Fecha     | Programas | Cadena | Audiencia media   |
| --------- | --------- | --------- | ------ | ----------------- |
| 1.ª       | 2009      | 25        | La 1   | 1 734 000 (14,0%) |
| 2.ª       | 2009      | 12        | La 1   | 2 619 000 (14,8%) |
| 3.ª       | 2010      | 21        | La 1   | 3 028 000 (15,6%) |
| 4.ª       | 2010/2011 | 42        | La 1   | 2 726 000 (14,1%) |
| 5.ª       | 2011/2012 | 40        | La 1   | 2 091 000 (10,8%) |
| 6.ª       | 2012/2013 | 41        | La 1   | 1 647 000 (9,8%)  |
| 7.ª       | 2013/2014 | 13        | La 1   | 1 163 000 (8,9%)  |
| 8.ª       | 2014      | 10        | La 1   | 777 000 (7,5%)    |
| 9.ª       | 2015      | 13        | La 1   | 618 000 (7,2%)    |
| 10.ª      | 2017      | 26        | La 1   | 833 000 (8,5%)    |
| 11.ª      | 2018      | 23        | La 1   | 533 000 (6,6%)    |
| 12.ª      | 2019      | 16        | La 1   | 324 000 (6,4%)    |
| 13.ª      | 2020      | 13        | La 1   | 875 000 (7,1%)    |

## Producciones relacionadas

### En canales autonómicos
- Andaluces por el mundo[322] (Canal Sur).
- Andalucía X el mundo[323] (Canal Sur).
- Andaluces X América[324][325] (Canal Sur).
- AxEuropa[326] (Canal Sur).
- Aragoneses por el mundo[327][328] (Aragón TV).
- ADN aragonés en el mundo[329] (Aragón TV).
- Asturianos en el mundo[330] (TPA7).
- Después del Mar[331] (TPA7).
- Balears pel món[332] (IB3).
- Canarios por el mundo[333] (Televisión Canaria).
- Castilla y León en el mundo[334] (La 7).
- Castellanomanchegos por el mundo[335] (CMM TV).
- Catalans al món[336] (TV3).
- Afers exteriors[337] (TV3).
- Ceutíes por el mundo[338] (Radio Televisión Ceuta).
- Extremeños en el mundo[339] (Canal Extremadura).
- Galegos no mundo[340] (Televisión de Galicia).
- Madrileños por el mundo[341][342] (Telemadrid).
- Melillenses en el mundo[343] (Popular TV Melilla).
- Murcianos por el mundo (7 Televisión Región de Murcia)
- Riojanos en Europa (Popular TV La Rioja).
- Valencians pel Món[344] (Canal Nou).
- Valencians al món[345] (À Punt).
- Vascos por el mundo[346][347] (ETB2).
- Mondo difficile[348][349] (ETB2).

### En otros canales españoles
- Cocineros españoles por el mundo[350][351] (Canal Cocina).
- Madridistas por el mundo[352] (Real Madrid TV).
- Misioneros por el mundo[353] (Trece).

### En canales extranjeros
| País      | Nombre                                       | Estreno                  | Cadena     |
| --------- | -------------------------------------------- | ------------------------ | ---------- |
| Argentina | Clase turista: el mundo según los argentinos | 21 de septiembre de 2010 | Telefe     |
| Argentina | Nuestros cocineros por el mundo              |                          | El Gourmet |
| Argentina | Resto del mundo                              |                          | Canal 13   |
| Brasil    | O Mundo Segundo os Brasileiros               | 4 de enero de 2011       | Band       |
| Chile     | Clase turista: el mundo según los chilenos   | 9 de enero de 2011       | TVN        |
| Chile     | Siempre hay un chileno                       |                          | Canal 13   |
| México    | Mexicanos en el extranjero                   | 24 de julio de 2012      | Canal 11   |
| Paraguay  | Tereré en el mundo                           |                          | Unicanal   |
| Portugal  | Portugueses pelo Mundo                       | 19 de junio de 2011      | RTP1       |
| Perú      | Peruanos en el mundo                         |                          | TV Perú    |
| Uruguay   | Uruguayos en el mundo                        |                          | Canal 10   |
| Venezuela | Venezolanos x el mundo                       |                          |            |

### En plataformas destreaming
- Latinos por el mundo[362][363] (Amazon Prime Video) (también en Caracol Internacional).